# Середыш (Сунский район)
Середыш — опустевшая деревня в Сунском районе Кировской области в составе Курчумского сельского поселения.

## География
Находится на расстоянии примерно 18 километров на северо-восток от районного центра поселка  Суна.

## История
Упоминается с 1678 года, когда в ней было 4 двора, в 1764 году 65 жителей. В 1873 году учтено было дворов 13 и жителей 110, в 1905 22 и 141, в 1926 33 и 178, в 1950 32 и 120. 

## Население
Постоянное население  составляло 6 человек (русские 100%) в 2002 году, 0 в 2010.